# Piffonds
Piffonds är en kommun i departementet Yonne i regionen Bourgogne-Franche-Comté i norra Frankrike. Kommunen ligger i kantonen Villeneuve-sur-Yonne som tillhör arrondissementet Sens. År 2022 hade Piffonds 588 invånare.

## Befolkningsutveckling
Antalet invånare i kommunen Piffonds
| Referens: INSEE |